# Aleksandr Neverov

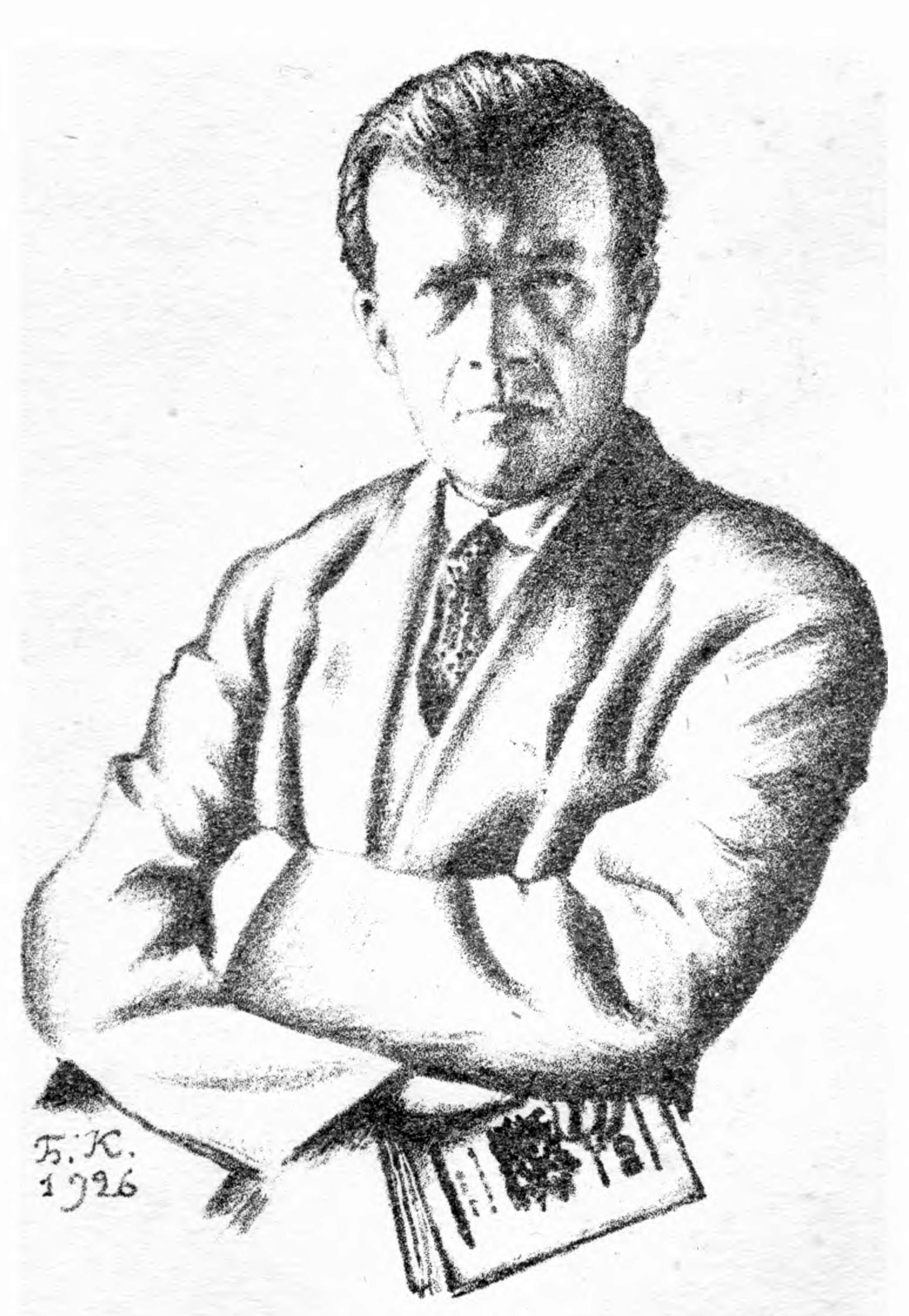
Aleksandr Neverov, porträtterad av Boris Kustodijev.

Aleksandr Sergejevitj Skobelev (ryska: Александр Сергеевич Скобелев), mer känd under författarnamnet Aleksandr Neverov (ryska: Александр Неверов), född 24 december (12 december enligt g.s.) 1886 i Samara oblast, död 24 december 1923 i Moskva, var en rysk/sovjetisk författare.